# 翟表
翟表（15世紀—16世紀），字玉之，湖廣武昌府江夏縣人，明朝政治人物。

## 生平
翟表是正德十四年（1519年）己卯科湖廣鄉試舉人，授江津教諭，陞慶雲知縣，有御史行走乘馬，馬匹走失後知府命他前往御馬，他搖頭拒絕：「哪有為知縣者充當御史使役？」於是拂袖而去。嘉靖十五年（1536年）改任蘇州教授，兩年後丁母憂，服闋後調為松江教授，又二年後因病辭官。他喜歡讀書及著述，在兩地造士有成績，資助貧者授餐或婚配，人稱魯湖先生。

## 引用
1. 1 2  乾隆《江夏縣志·卷十》：翟表，字玉之，正德己卯舉人，授松江教授，遷知縣，御史行步乘馬，馬逸，知府令表往御，表搖首曰：「焉有為令長而作御史廝養卒者乎？」即拂袖而去，改蘇州教授。
2. ↑  光緒《蘇州府志·卷七十三·名宦六》：翟表，字立之，江夏人，正德己卯鄉舉，署江津教諭，遷慶雲知縣，嘉靖丙申改蘇州教授，二載丁母憂，復除松江教授，又二載引疾歸。表喜讀書善著述，所在造士並有成績，貧者授餐或助資婚配，議論抗直，鄉人畏其月旦，遠近稱為魯湖先生。 《蘇學景賢錄》